# 姫乃樹リカのおしゃべりサラダ
姫乃樹リカのおしゃべりサラダ（ひめのぎリカのおしゃべりサラダ）は、1988年4月から1993年3月まで、主に地方局で放送されていたラジオ番組である。通称『ベリサラ』。ラジオ番組制作会社、桑の実プロが委託して制作していた。
1992年4月からは、姫乃樹リカ本人の改名により番組タイトルが『西邑理香のおしゃべりサラダ』となる。

## 概要
当初は3局ネットでスタート、最大10局ネットで放送されていた。姫乃樹の出身地である大分県の大分放送では当初から日曜日の昼に放送されていたが、1991年3月で終了している。九州地方では南日本放送、九州朝日放送を除く5局全てでネット歴がある。
『リカ'Sステーション』のコーナーでは、パーソナリティの姫乃樹が幾つものキャラクターになりきって進行するのがこの番組の名物であった（下述）。また、『ベリサラ精進強化月間』『ベリサラ特別重点月間』が定期的に設けられ、これからのこの番組をリスナーと一緒に考えたり、「なぜこの番組をネットしない局があるのか」についての意見や新企画を募集したり、NG特集を行っていた。（そのため、収録中NGが出てもテープは止めずに回しっ放しだったという）
スタッフを巻き込んでの番組の進行が特徴でもあり、月刊誌『ラジオパラダイス』では、パーソナリティ人気投票で姫乃樹自身が最高位4位を含むベストテン入り6回、番組人気投票では1989年中盤からベストテン常連となっていた。
時折、放送時間をフルに使って失恋についての話や、女性リスナーから「男性についてわからないこと」など、真面目な意見を募集していたこともあった。
ノベルティには、コルクボードの「なかもとくん」（ディレクターの名前から）があった。
当番組のオープニング曲は、松岡直也のアルバム『Watermelon Dandies』の収録曲『ワクワク・ソンゴ!』をアレンジしたものを使用。エンディング曲は『DAY BY DAY』（アルバム『Fairy Tale』収録）など姫乃樹の曲を流していた。

## 主なコーナー
- サラダ日記（近況報告）[3]
- ワン・ソング・モノローグ（ミニドラマ）
- 姫乃樹大明神（“ベリサラ神社”を設けて、悩み事やお願い事を聞いていた）[6]
- この人は誰だ
- 姫乃樹リカは宇宙人か?[7]
- サラダメッセージ[8]
- 歌唱ゼミナール[9]
- 私の方が知っている[9]
- リカのビタミントーク（オチのあるネタを募集）[10]
- 輝け!『何じゃこりゃ』コール大賞[10]

『リカ'Sステーション』コーナーでのキャラクター
- 夕焼けユウ（メインキャラで『追跡レポート』担当）[3]
- キッチンリカ（リスナーからのオリジナルレシピを募集していた『3分クッキング』担当、口癖は“バッツグーン”）[3]
- マザーリカ（人生相談担当、ハーフという設定）[3]
- うらみリカ（夏限定で登場のキャラ、怖い話を担当）[11]

## スタッフ
名前は通称。
- ダック中本 - ディレクター[3]
- マッシュ（柿ノ本歌麿呂） - 構成作家[3]
- コダック - アシスタントディレクター[3]
- ウーロン - レコーディングディレクター[3]
- 宝田たぬき（スマイリー宝田） - マネージャー[3]

## ネット局
（出典：ラジオ新番組速報版（三才ブックス）1988年春号 - 1992年秋号）
| 局名        | 1988年4月 - 1988年9月                   | 1988年10月 - 1989年3月               | 1989年4月 - 1989年9月  | 1989年10月 - 1990年3月 | 1990年4月 - 1990年9月  |
| ----------- | --------------------------------------- | ------------------------------------ | ---------------------- | ---------------------- | ---------------------- |
| 北海道放送  |                                         |                                      |                        |                        | 土曜 22:00 - 22:30     |
| 青森放送    |                                         |                                      |                        |                        |                        |
| 茨城放送    | 水曜 19:00 - 19:30                      | 日曜 16:00 - 16:30                   | 水曜 19:00 - 19:30     | 日曜 16:00 - 16:30     | 日曜 9:05 - 9:30       |
| 山梨放送    |                                         |                                      |                        |                        |                        |
| 北日本放送  |                                         |                                      |                        | 土曜 21:30 - 22:00     |                        |
| 福井放送    |                                         |                                      |                        |                        |                        |
| 岐阜放送    |                                         |                                      |                        |                        |                        |
| ラジオ関西  |                                         | 日曜 16:30 - 17:00 （1989年1月から） |                        |                        |                        |
| 山陽放送    |                                         | 土曜 25:00 - 25:30                   | 土曜 25:00 - 25:30     | 土曜 24:15 - 24:45     | 土曜 25:45 - 26:15     |
| 山陰放送    |                                         |                                      |                        |                        |                        |
| 高知放送    |                                         |                                      |                        |                        | 日曜 23:05 - 23:30     |
| RKB毎日放送 |                                         | 日曜 21:00 - 21:30                   | 土曜 24:40 - 25:10     | 日曜 19:00 - 19:30     |                        |
| 大分放送    | 日曜 13:30－14:00                       | 日曜 13:30 - 14:00                   | 日曜 13:30 - 14:00     | 日曜 15:30 - 16:00     | 月曜 21:30 - 22:00     |
| 長崎放送    |                                         |                                      |                        |                        |                        |
| 熊本放送    | 火曜 24:25 - 24:55                      | 火曜 24:25 - 24:55                   |                        | 火曜 24:25 - 24:55     | 火曜 24:25 - 24:55     |
| 宮崎放送    | 金曜 22:30 - 23:00 （1988年6月2日から） | 金曜 22:30 - 23:00                   | 火曜 22:30 - 23:00     | 火曜 22:30 - 23:00     | 火曜 22:30 - 23:00     |
|             |                                         |                                      |                        |                        |                        |
| 局名        | 1990年10月 - 1991年3月                  | 1991年4月 - 1991年9月                | 1991年10月 - 1992年3月 | 1992年4月 - 1992年9月  | 1992年10月 - 1993年3月 |
| 北海道放送  | 金曜 23:30 - 24:00                      | 金曜 23:30 - 24:00                   | 水曜 24:00 - 24:30     |                        |                        |
| 青森放送    | 水曜 22:30 - 23:00                      | 土曜 22:05 - 22:30                   |                        |                        |                        |
| 茨城放送    | 日曜 15:00 - 15:30                      |                                      |                        |                        |                        |
| 山梨放送    |                                         | 日曜 22:00 - 22:30                   |                        |                        |                        |
| 北日本放送  |                                         |                                      |                        |                        |                        |
| 福井放送    |                                         | 月曜 22:30 - 23:00                   | 土曜 18:30 - 19:00     |                        | 日曜 20:30 - 21:00     |
| 岐阜放送    |                                         |                                      | 火曜 22:00 - 22:30     |                        |                        |
| ラジオ関西  | 水曜 22:30 - 23:00                      | 月曜 18:30 - 19:00                   |                        |                        |                        |
| 山陽放送    | 土曜 25:45 - 26:15                      |                                      |                        |                        |                        |
| 山陰放送    |                                         |                                      |                        | 日曜 13:30 - 14:00     | 日曜 13:30 - 14:00     |
| 高知放送    | 日曜 23:05 - 23:30                      |                                      |                        |                        |                        |
| RKB毎日放送 |                                         |                                      |                        |                        | 土曜 18:35 - 19:00     |
| 大分放送    | 日曜 18:30 - 19:00                      |                                      |                        |                        |                        |
| 長崎放送    | 日曜 21:00 - 21:30                      |                                      | 日曜 11:00 - 11:30     | 日曜 16:20 - 16:50     | 日曜 16:20 - 16:50     |
| 熊本放送    | 火曜 24:25 - 24:55                      | 火曜 24:25 - 24:55                   | 火曜 24:25 - 24:55     | 火曜 24:25 - 24:55     | 火曜 24:25 - 24:55     |
| 宮崎放送    | 火曜 22:30 - 23:00                      | 火曜 22:30 - 23:00                   | 火曜 22:30 - 23:00     | 火曜 22:30 - 23:00     | 火曜 22:30 - 23:00     |